# Attrition (taux)
Pour les articles homonymes, voir Attrition.
 (mars 2013).
Si vous disposez d'ouvrages ou d'articles de référence ou si vous connaissez des sites web de qualité traitant du thème abordé ici, merci de compléter l'article en donnant les références utiles à sa vérifiabilité et en les liant à la section « Notes et références ».
 (octobre 2018).
Le taux d'attrition (ou churn, de l'anglais to churn up : « brasser », « agiter ») est, au cours d'une période donnée, la proportion de clients perdus ou ayant changé de produit et service de la même entreprise. Ce terme est principalement utilisé dans les secteurs des télécommunications et bancaire, notamment autour de la fidélisation aux offres, mesurée par le taux de fidélité.
La durée de vie moyenne des clients est l'inverse de l'attrition, si celle-ci reste constante.
Par exemple, il est fréquent d'étudier la durée moyenne des abonnements. Ainsi, un taux d'attrition de 20 % par mois (0,2/mois) signifie que les clients restent fidèles pendant cinq mois en moyenne (1/0,2).

## Description
Le taux d'attrition concerne trois formes de changement :
- abandon et résiliation : le client n'utilise plus le type de produit ou de service (ex. je vends ma voiture pour voyager en transport en commun) ;
- passage à la concurrence : le client se tourne vers un produit directement concurrent ;
- passage à une autre offre de l'entreprise : le client passe à une offre différente, commercialisée par la même entreprise recouvrant aussi ses besoins (ex. passer de la téléphonie en présélection à la VoIP). Dans ce cas, il peut également s'agir de cannibalisation, ou phagocytage, des offres.

Le taux d'attrition mesuré sur un segment de clientèle (ex : marché des particuliers) est considéré comme un indicateur du dynamisme commercial, de loyauté et, par extension, de la satisfaction client, mais il est peu fiable en raison des possibilités de l'augmenter artificiellement. En voici quelques exemples :
- obligation de renouvellement automatique des contrats : le client ne peut exprimer sa volonté de renouveler son engagement ;
- introduction de délais qui découragent la résiliation : le client oublie et le délai est dépassé, le préavis est trop long pour être efficace ;
- ignorance des demandes de résiliation : plusieurs dizaines de milliers de demandes en attente chez les opérateurs de téléphonie en France entre 2001 et 2005 ;
- frais élevés ou inconvénients de changement de fournisseur : ex : perte du numéro de téléphone, impossibilité de transférer des données ;
- complication des procédures d'annulation : ex : exiger une confirmation par fax, augmenter la durée d'attente au standard, rendre les formulaires en ligne difficiles à trouver, comprendre et remplir, exiger une intervention technique comme l'effacement des données ;
- définition des offres qui augmentent la durée contractuelle : ex : inciter le passage de la téléphonie sans engagement aux contrats de 6 à 24 mois ;

Ces pratiques s'expliquent par l'absence de législation et d'information du consommateur, une concurrence moins que parfaite, l'incompétence du management ou parfois la malhonnêteté.[réf. nécessaire] En France, le taux d'attrition de la téléphonie mobile se situait en 2004 aux alentours de 21 %, contre 4 à 5 % pour le secteur bancaire. Le « taux d'attrition réel annuel », c’est-à-dire net des résiliations-réabonnements au sein d’un même opérateur, était d'environ 7,5 % pour Orange, 10 % pour SFR et 12 % pour Bouygues Telecom. Le taux d'attrition apparait aussi être lié à l'intensité concurrentielle du secteur (par ex. régulation du marché par l'État) et aux coûts de sortie.